# Hickory Grove (Wisconsin)
Hickory Grove è un comune degli Stati Uniti, situato in Wisconsin, nella Contea di Grant.